# 光大大厦
光大大厦（KOMTAR），全称敦阿都拉萨大厦，初名“摩天中心大厦”，是位于马来西亚槟城州首府乔治市的一个综合性市政建设项目，占地27英亩（10.9万平方米），分成塔楼和裙楼两大部分；其主塔楼高248.7米（68层），为马来西亚第14高、槟城最高的摩天大楼，是槟城州的地标性建筑，作为州政府行政中心和首席部长办公室的所在地；附设的裙楼则由酒店、购物中心及公交枢纽站组成。

## 历史
该大厦由第二任槟城首席部长林苍祐倡议建造，始建于1974年，1985年竣工之时以231.7（760英尺）的高度位居马来西亚最高摩天大楼。2013年至2017年，光大大厦进行复修工程，从原有的65层增至68层，楼高248.7（816英尺），并建有东南亚最高的空中走道。

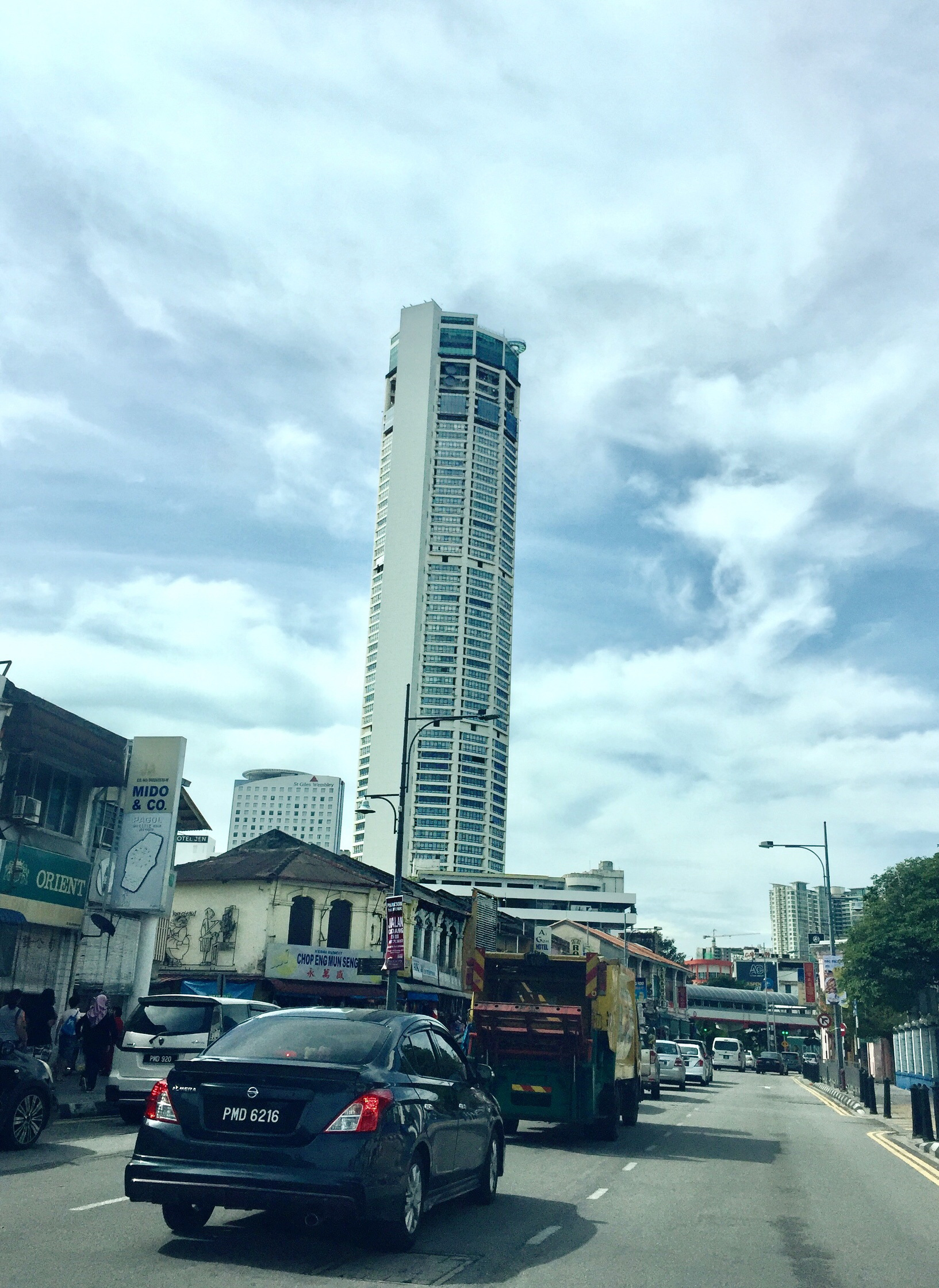
光大大厦的外观